# ایلان حلیمی
ایلان حلیمی (۱۱ اکتبر ۱۹۸۲ - ۱۳ فوریه ۲۰۰۶) جوان یهودی‌الاصل فرانسوی از پدر و مادری مراکشی‌الاصل بود که در تاریخ ۲۱ ژانویه ۲۰۰۶ میلادی، بوسیله یک گروه تبهکار از مهاجران مسلمان به نام «بربرها»، ربوده شد و پس از سه هفته شکنجه به قتل رسید.
پلیس فرانسه، علت این جنایت را گرایشات یهودستیزانه اعضای گروه «بربرها» و باج‌گیری اعلام کرد و دادستانی پاریس، علیه ۲۷ مهاجر مسلمان عضو گروه تبهکاری «بربرها»، شامل ۱۷ مرد و ۱۰ زن اعلام جرم کرد. در این میان یک دختر ۱۷ ساله ایرانی‌تبار به نام یلدا نیز جزو آدم‌ربایان بوده‌است.

## دادگاه
در تاریخ ۲۹ آوریل ۲۰۰۹ میلادی، محاکمهٔ ۲۷ مرد و زن فرانسوی به اتهام ربودن، شکنجه و قتل ایلان حلیمی در دادگاهی در پاریس آغاز شد. متهم ردیف اول که یک مهاجر ساحل عاجی‌تبار است و دیگر متهمان این پرونده، متهم به داشتن گرایش‌های یهودستیزانه هستند. سرانجام در تاریخ ۱۱ ژوئیه ۲۰۰۹ میلادی، دادگاه متهم ردیف اول و رئیس «گروه بربرها» را بخاطر شکنجه وحشیانه ایلان حلیمی، مجرم شناخت و به زندان ابد محکوم کرد، هم‌چنین ۲۴ عضو «گروه بربرها» نیز به شش ماه تا ۲۲ سال زندان محکوم شدند.